# Іст-Донегал Тауншип (округ Ланкастер, Пенсільванія)
Іст-Донегал Тауншип (англ. East Donegal Township) — селище (англ. township) в США, в окрузі Ланкастер штату Пенсільванія. Населення — 8684 особи (2020).

## Демографія
Згідно з переписом 2010 року, у селищі мешкало 7755 осіб у 2874 домогосподарствах у складі 2199 родин. Було 3021 помешкання
Расовий склад населення:
| - 94,8 % — білих - 1,8 % — чорних або афроамериканців - 0,8 % — азіатів - 0,1 % — вихідців з тихоокеанських островів - 0,1 % — корінних американців |

До двох чи більше рас належало 1,5 %. Частка іспаномовних становила 3,2 % від усіх жителів.
За віковим діапазоном населення розподілялося таким чином: 26,3 % — особи молодші 18 років, 63,0 % — особи у віці 18—64 років, 10,7 % — особи у віці 65 років та старші. Медіана віку мешканця становила 36,4 року. На 100 осіб жіночої статі у селищі припадало 101,7 чоловіків;  на 100 жінок у віці від 18 років та старших — 97,5 чоловіків також старших 18 років.
Середній дохід на одне домашнє господарство  становив 82 824 долари США (медіана — 74 460), а середній дохід на одну сім'ю — 84 735 доларів (медіана — 79 390). Медіана доходів становила 53 884 долари для чоловіків та 40 625 доларів для жінок. За межею бідності перебувало 3,5 % осіб, у тому числі 4,9 % дітей у віці до 18 років та 3,2 % осіб у віці 65 років та старших.
Цивільне працевлаштоване населення становило 4223 особи. Основні галузі зайнятості: освіта, охорона здоров'я та соціальна допомога — 24,1 %, виробництво — 12,3 %, будівництво — 12,2 %.